# Varano (Castellammare di Stabia)
Varano is een plaats (frazione) in de Italiaanse gemeente Castellammare di Stabia.